# Nuoto ai Giochi della XXV Olimpiade - 50 metri stile libero maschili
La gara dei 50 metri stile libero maschili dei Giochi di Barcellona 1992 è stata disputata il 30 luglio. La competizione si è svolta un due turni: le batterie di qualificazione e le finali A e B. Sono stati iscritti 76 atleti provenienti da 51 nazioni.
La gara ha visto prevalere Aleksandr Popov, che ha stabilito il nuovo record olimpico in 22"09, superando in finale il detentore del titolo Matt Biondi e Tom Jager, argento a Seul 1988.

## Batterie
| Pos. | Atleta               | Nazionalità                        | Tempo | Batt. | Corsia | Note |
| ---- | -------------------- | ---------------------------------- | ----- | ----- | ------ | ---- |
| 1    | Aleksandr Popov      | Squadra Unificata                  | 22"21 | 8     | 4      | Q    |
| 2    | Matt Biondi          | Stati Uniti                        | 22"32 | 10    | 4      | Q    |
| 3    | Tom Jager            | Stati Uniti                        | 22"35 | 9     | 4      | Q    |
| 4    | Gennadij Prigoda     | Squadra Unificata                  | 22"57 | 10    | 1      | Q    |
| 5    | Peter Williams       | Sudafrica                          | 22"65 | 9     | 3      | Q    |
| 6    | Christophe Kalfayan  | Francia                            | 22"70 | 9     | 6      | Q    |
| 7    | Nils Rudolph         | Germania                           | 22"70 | 9     | 5      | Q    |
| 8    | Mark Foster          | Gran Bretagna                      | 22"72 | 10    | 5      | Q    |
| 9    | Raimundas Mažuolis   | Lituania                           | 22"77 | 8     | 5      | q    |
| 10   | Mark Pinger          | Germania                           | 22"88 | 9     | 2      | q    |
| 11   | Pär Lindström        | Svezia                             | 22"92 | 10    | 3      | q    |
| 11   | René Gusperti        | Italia                             | 22"92 | 10    | 7      | q    |
| 13   | Darren Lange         | Australia                          | 23"01 | 8     | 3      | q    |
| 13   | Stéphan Caron        | Francia                            | 23"01 | 8     | 6      |      |
| 15   | Gustavo Borges       | Brasile                            | 23"10 | 8     | 2      | q    |
| 15   | Angus Waddell        | Australia                          | 23"10 | 10    | 2      | q    |
| 17   | Dano Halsall         | Svizzera                           | 23"15 | 8     | 7      | q    |
| 18   | Krzysztof Cwalina    | Polonia                            | 23"20 | 8     | 8      |      |
| 19   | Mike Fibbens         | Gran Bretagna                      | 23"27 | 10    | 6      |      |
| 20   | Stavros Michaelides  | Cipro                              | 23"34 | 6     | 5      |      |
| 21   | Alan Murray          | Bahamas                            | 23"35 | 9     | 1      |      |
| 22   | Darryl Cronje        | Sudafrica                          | 23"39 | 9     | 8      |      |
| 23   | Mlađen Kapor         | Partecipanti Olimpici Indipendenti | 23"42 | 1     | 6      |      |
| 24   | Ricardo Bousquets    | Porto Rico                         | 23"44 | 7     | 2      |      |
| 25   | Stefan Volery        | Svizzera                           | 23"47 | 7     | 4      |      |
| 26   | Nikos Paleokrassas   | Grecia                             | 23"51 | 7     | 5      |      |
| 27   | Rodrigo Gonzalez     | Messico                            | 23"52 | 7     | 8      |      |
| 28   | Nikos Steliou        | Grecia                             | 23"55 | 7     | 3      |      |
| 29   | Franz Mortensen      | Danimarca                          | 23"61 | 10    | 8      |      |
| 30   | Janne Blomqvist      | Finlandia                          | 23"63 | 5     | 5      |      |
| 31   | Indrek Sei           | Estonia                            | 23"68 | 8     | 1      |      |
| 32   | Yoav Bruck           | Israele                            | 23"72 | 7     | 7      |      |
| 33   | Enrico Linscheer     | Suriname                           | 23"74 | 6     | 2      |      |
| 34   | Todd Torres          | Porto Rico                         | 23"79 | 4     | 7      |      |
| 34   | Nicholas Sanders     | Nuova Zelanda                      | 23"79 | 7     | 1      |      |
| 36   | Paulo Trindade       | Portogallo                         | 23"81 | 7     | 6      |      |
| 37   | Mark Weldon          | Nuova Zelanda                      | 23"87 | 6     | 1      |      |
| 37   | Mohamed Elazoul      | Egitto                             | 23"87 | 6     | 4      |      |
| 39   | Michael Wright       | Hong Kong                          | 23"95 | 6     | 3      |      |
| 39   | Stephen Clarke       | Canada                             | 23"95 | 5     | 3      |      |
| 41   | Teofilo Laborne      | Brasile                            | 24"13 | 5     | 7      |      |
| 41   | Musa Bakare          | Nigeria                            | 24"13 | 6     | 8      |      |
| 43   | Pedro Barata         | Angola                             | 24"14 | 5     | 4      |      |
| 44   | Geri Mewett          | Bermuda                            | 24"20 | 5     | 1      |      |
| 45   | Ian Raynor           | Bermuda                            | 24"23 | 5     | 2      |      |
| 46   | Ivor le Roux         | Zimbabwe                           | 24"32 | 3     | 5      |      |
| 47   | Toshiaki Kurasawa    | Giappone                           | 24"61 | 4     | 1      |      |
| 48   | Laurent Alfred       | Isole Vergini Americane            | 24"66 | 4     | 3      |      |
| 49   | Mouhamed Diop        | Senegal                            | 24"69 | 1     | 7      |      |
| 50   | Frank Leskaj         | Albania                            | 24"72 | 6     | 6      |      |
| 51   | Rhoderick McGown     | Zimbabwe                           | 24"75 | 4     | 8      |      |
| 52   | Patrick Sagisi       | Guam                               | 24"78 | 4     | 6      |      |
| 53   | Marc Verbeeck        | Belgio                             | 24"85 | 5     | 8      |      |
| 54   | Adrian Romero        | Guam                               | 25"12 | 2     | 4      |      |
| 55   | Plutarco Castellanos | Honduras                           | 25"27 | 3     | 4      |      |
| 56   | Wi Jin Kenneth Yeo   | Singapore                          | 25"29 | 4     | 2      |      |
| 57   | Bruno Ndiaye         | Senegal                            | 25"35 | 1     | 2      |      |
| 58   | Ivan Roberts         | Seychelles                         | 25"44 | 2     | 3      |      |
| 59   | Wu Tat Cheung        | Hong Kong                          | 25"45 | 3     | 3      |      |
| 60   | Andres Sedano        | Guatemala                          | 25"53 | 3     | 2      |      |
| 61   | Émile Lahoud         | Libano                             | 25"76 | 3     | 6      |      |
| 62   | Mohammed Bin Abid    | Emirati Arabi Uniti                | 25"79 | 2     | 5      |      |
| 63   | Gustavo Bucaro       | Guatemala                          | 25"84 | 3     | 1      |      |
| 64   | Ahmed Faraj          | Emirati Arabi Uniti                | 25"91 | 3     | 7      |      |
| 65   | Carl Harvie Probert  | Figi                               | 26"31 | 2     | 7      |      |
| 66   | Filippo Piva         | San Marino                         | 26"41 | 2     | 2      |      |
| 67   | Roberto Pellandra    | San Marino                         | 26"51 | 2     | 6      |      |
| 68   | Kenny Roberts        | Seychelles                         | 26"78 | 2     | 1      |      |
| 69   | Gilles Coudray       | Rep. del Congo                     | 28"11 | 1     | 1      |      |
| 70   | Foy Gordon Chung     | Figi                               | 28"75 | 1     | 4      |      |
| 71   | Ahmed Imthiyaz       | Maldive                            | 29"27 | 1     | 5      |      |
| 72   | Mohamed Rasheed      | Maldive                            | 30"37 | 1     | 3      |      |
| -    | Tsutomu Nakano       | Giappone                           | -     | 4     | 4      | SQ   |
| -    | Jose Mossiane        | Mozambico                          | -     | 4     | 5      | SQ   |
| -    | Yves Clausse         | Lussemburgo                        | -     | 5     | 6      | SQ   |
| -    | Joakim Holmqvist     | Svezia                             | -     | 9     | 7      | DNS  |

## Finali

### Finale A
| Pos.    | Atleta              | Nazionalità       | Tempo | Corsia | Note            |
| ------- | ------------------- | ----------------- | ----- | ------ | --------------- |
| Oro     | Aleksandr Popov     | Squadra Unificata | 21"91 | 4      | Record olimpico |
| Argento | Matt Biondi         | Stati Uniti       | 22"09 | 5      |                 |
| Bronzo  | Tom Jager           | Stati Uniti       | 22"30 | 3      |                 |
| 4       | Peter Williams      | Sudafrica         | 22"50 | 2      |                 |
| 4       | Christophe Kalfayan | Francia           | 22"50 | 1      |                 |
| 6       | Mark Foster         | Gran Bretagna     | 22"52 | 8      |                 |
| 7       | Gennadij Prigoda    | Squadra Unificata | 22"54 | 6      |                 |
| 8       | Nils Rudolph        | Germania          | 22"73 | 7      |                 |

### Finale B
| Pos. | Atleta             | Nazionalità | Tempo | Corsia | Note |
| ---- | ------------------ | ----------- | ----- | ------ | ---- |
| 9    | Darren Lange       | Australia   | 22"69 | 2      |      |
| 10   | Raimundas Mažuolis | Lituania    | 22"71 | 4      |      |
| 11   | Pär Lindström      | Svezia      | 22"88 | 6      |      |
| 11   | Mark Pinger        | Germania    | 22"88 | 5      |      |
| 13   | Gustavo Borges     | Brasile     | 23"01 | 1      |      |
| 14   | René Gusperti      | Italia      | 23"04 | 3      |      |
| 15   | Angus Waddell      | Australia   | 23"06 | 7      |      |
| 16   | Dano Halsall       | Svizzera    | 23"18 | 8      |      |